# Helland-Gletscher
Der Helland-Gletscher ist ein 6 km langer Gletscher an der Südküste Südgeorgiens. Er fließt vom Mount Paget in der Allardyce Range in südwestlich Richtung zur Rocky Bay.
Der South Georgia Survey nahm zwischen 1951 und 1957 Vermessungen der Bucht vor. Die Benennung geht auf den norwegischen Geologen Olaf Holtedahl zurück, der Südgeorgien zwischen 1927 und 1928 besuchte. Namensgebend ist der norwegische Bergbaugeologe und Glaziologe Amund Helland (1846–1918).